# Houtman Abrolhos

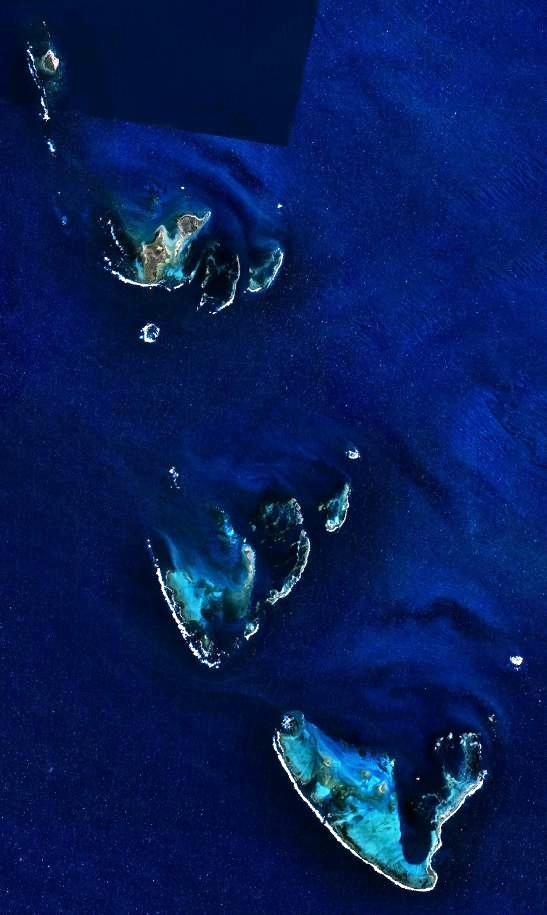
Satelitní snímek

Houtman Abrolhos (případně Abrolhos Islands) je označení pro 122 ostrovů a přidružených korálových útesů, které se nachází v Indickém oceánu u západního pobřeží Austrálie. Oblast tvoří tři souostroví – Wallabi Group (severní), Easter Group (střední) a Pelsaert Group (jižní). Podle archeologických nálezů oblast lidé navštěvovali již v holocénu. Na ostrovech se vyskytují různé druhy rostlin, včetně Nitraria billardierei (nalezena na 106 ostrovech), Mesembryanthemum crystallinum (88 ostrovů) a Threlkeldia diffusa (72 ostrovů). Žije zde velké množství druhů ptáků, mezi něž patří například jespák velký, sova pálená a chřástal páskovaný. Mezi další zvířata patří klokan dama, Pogona minor minima a paropucha světlopásá. V oblasti se nachází několik vraků potopených lodí, včetně Batavia (1629) a Zeewijk (1727).